# Pramukh Swami Maharaj
Pramukh Swami Maharaj (nascido Shantilal Patel, 7 de dezembro de 1921 - 13 de agosto de 2016; ordenado Shastri Narayanswarupdas) foi o guru e Pramukh, ou presidente, do BAPS Swaminarayan Sanstha, uma organização internacional da organização sócio-espiritual Hindu. BAPS considera-o como o quinto sucessor espiritual de Swaminarayan, seguindo Gunatitanand Swami, Bhagatji Maharaj, Shastriji Maharaj, e Yogiji Maharaj. Ele foi considerado por seus seguidores a estar em comunhão constante com Swaminarayan e ontologicamente, a manifestação de Akshar, a morada eterna de Swaminarayan.
Pramukh Swami Maharaj recebeu iniciação como um hindu Swami em 1940 de Shastriji Maharaj, o fundador do BAPS, que mais tarde o nomeou como Presidente da BAPS em 1950. Yogiji Maharaj declarou Pramukh Swami Maharaj para ser seu sucessor espiritual e guru de BAPS, um papel que ele iniciado em 1971.
Como presidente da BAPS, Pramukh Swami Maharaj tinha supervisionado o crescimento de BAPS de uma organização centrada em Gujarate, na Índia, a uma manutenção Hindu Mandirs e centros de fora da Índia. Ele também havia liderado os esforços de Charities BAPS , que é a organização de serviços de caridade afiliada.